# Mario Brini
Mario Brini (* 11. Mai 1908 in Piombino, Provinz Livorno, Italien; † 9. Dezember 1995) war ein Kurienerzbischof der römisch-katholischen Kirche.

## Leben
Mario Brini empfing am 29. Juni 1938 das Sakrament der Priesterweihe.
Am 12. September 1959 bestellte ihn Papst Johannes XXIII. zum Apostolischen Delegaten in Indochina. Johannes XXIII. ernannte ihn am 14. Oktober 1961 zum Titularerzbischof von Algiza. Kardinalstaatssekretär Amleto Giovanni Cicognani spendete ihm am 28. Januar 1962 die Bischofsweihe; Mitkonsekratoren waren der Sekretär der Kongregation für die Evangelisierung der Völker, Kurienerzbischof Pietro Sigismondi, und der Bischof von Massa Marittima, Faustino Baldini. Am 13. Juni 1962 bestellte ihn Papst Johannes XXIII. zum Internuntius in Ägypten. Papst Paul VI. ernannte ihn am 2. Oktober 1965 zum Sekretär der Kongregation für die orientalischen Kirchen.
Am 14. September 1982 nahm Papst Johannes Paul II. das von Mario Brini aus Altersgründen vorgebrachte Rücktrittsgesuch an.
Brini nahm an der zweiten, dritten und vierten Sitzungsperiode des Zweiten Vatikanischen Konzils teil.